# Al-Alija
Al-Alija (arab. العالية) – wieś w Syrii, w muhafazie Idlib. W 2004 roku liczyła 408 mieszkańców.